# Yoshiwara

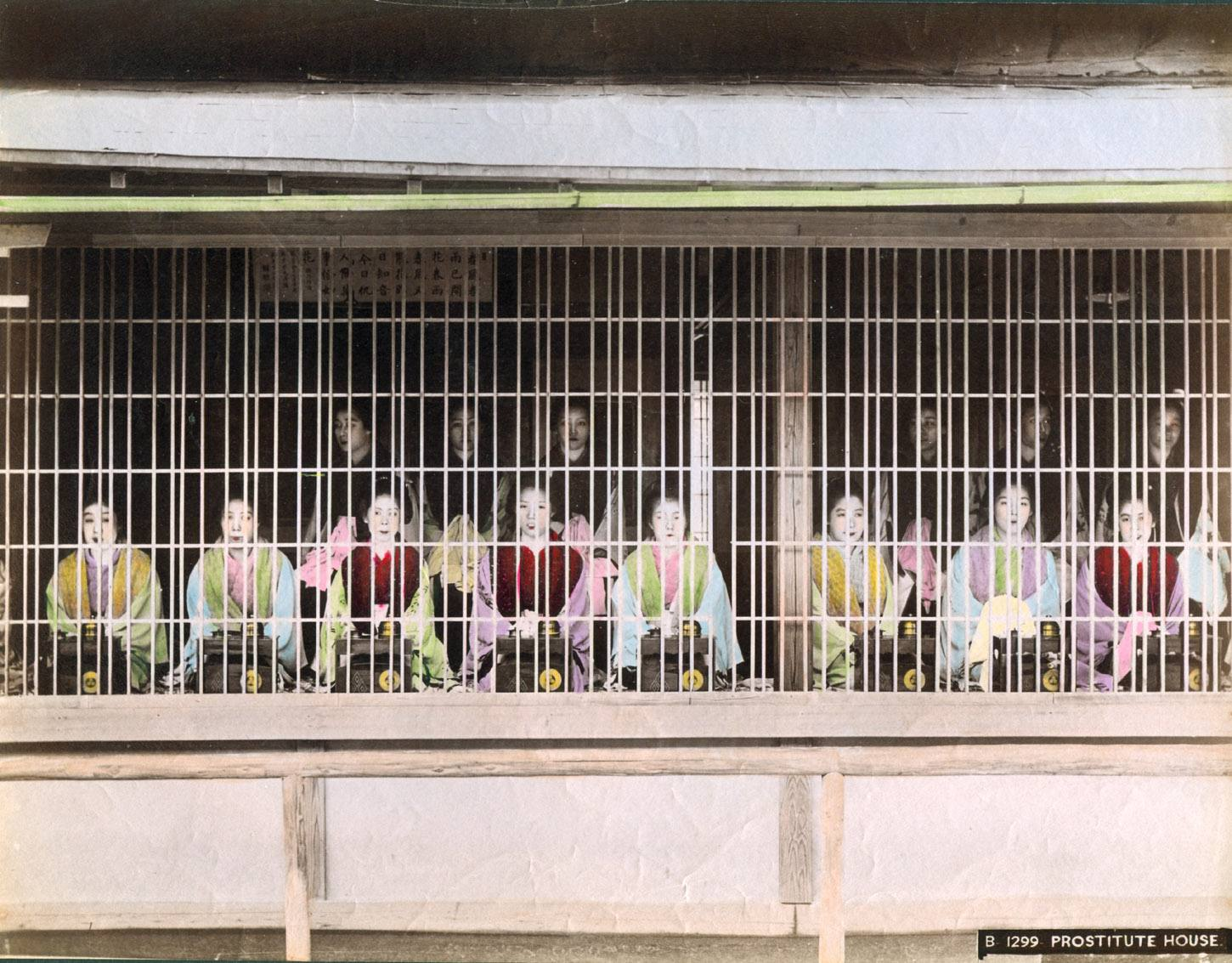
Prostitutas en exhibición en el distrito de Yoshiwara durante el Periodo Edo.

Yoshiwara (吉原?), nombre que significa El buen prado de la suerte, fue un distrito rojo o yūkaku, en Edo, en lo que hoy es Tokio, Japón.

## Historia

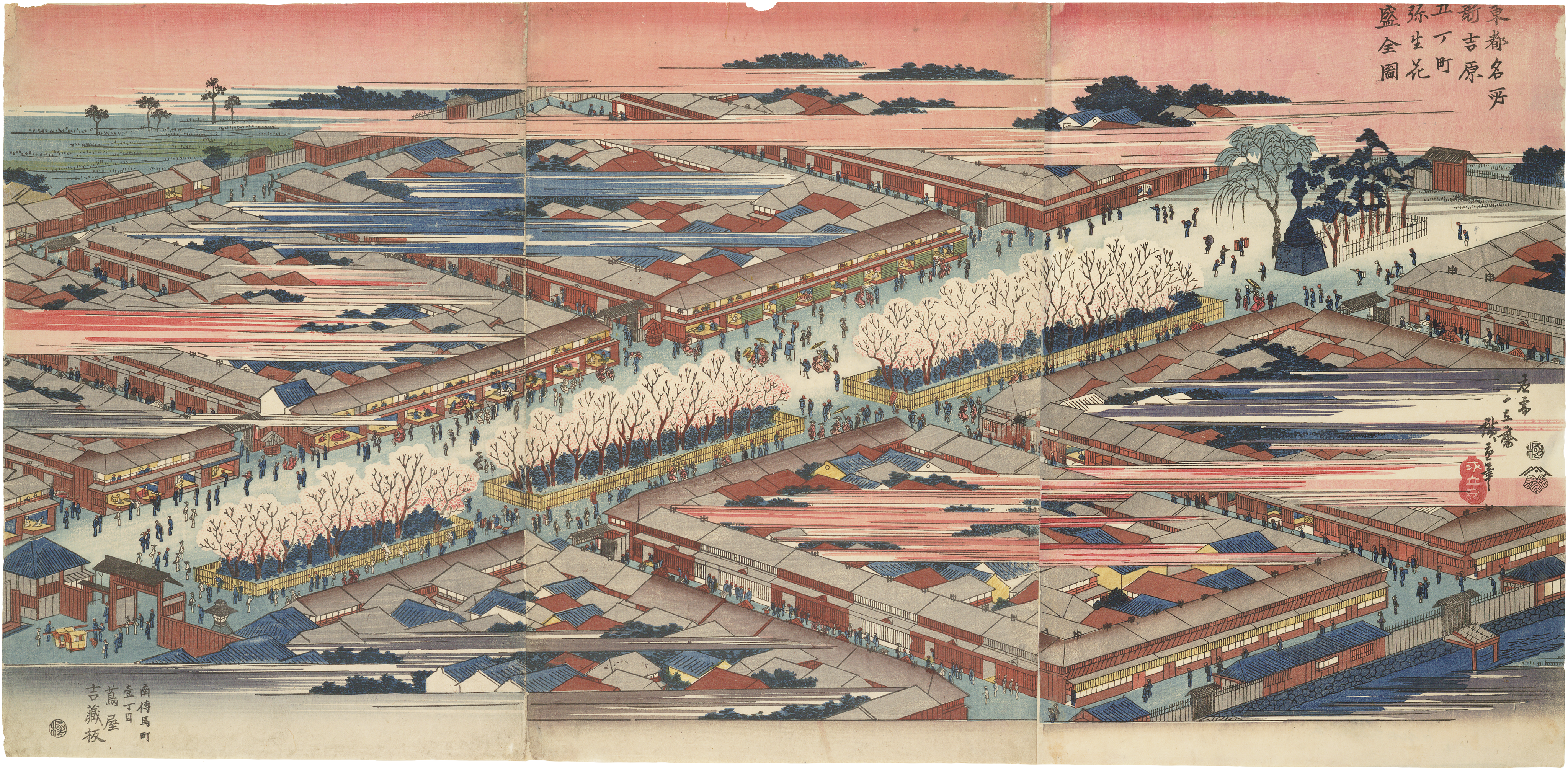
Cerezos a lo largo de Gokacho en el Nuevo Yoshiwara, 1835

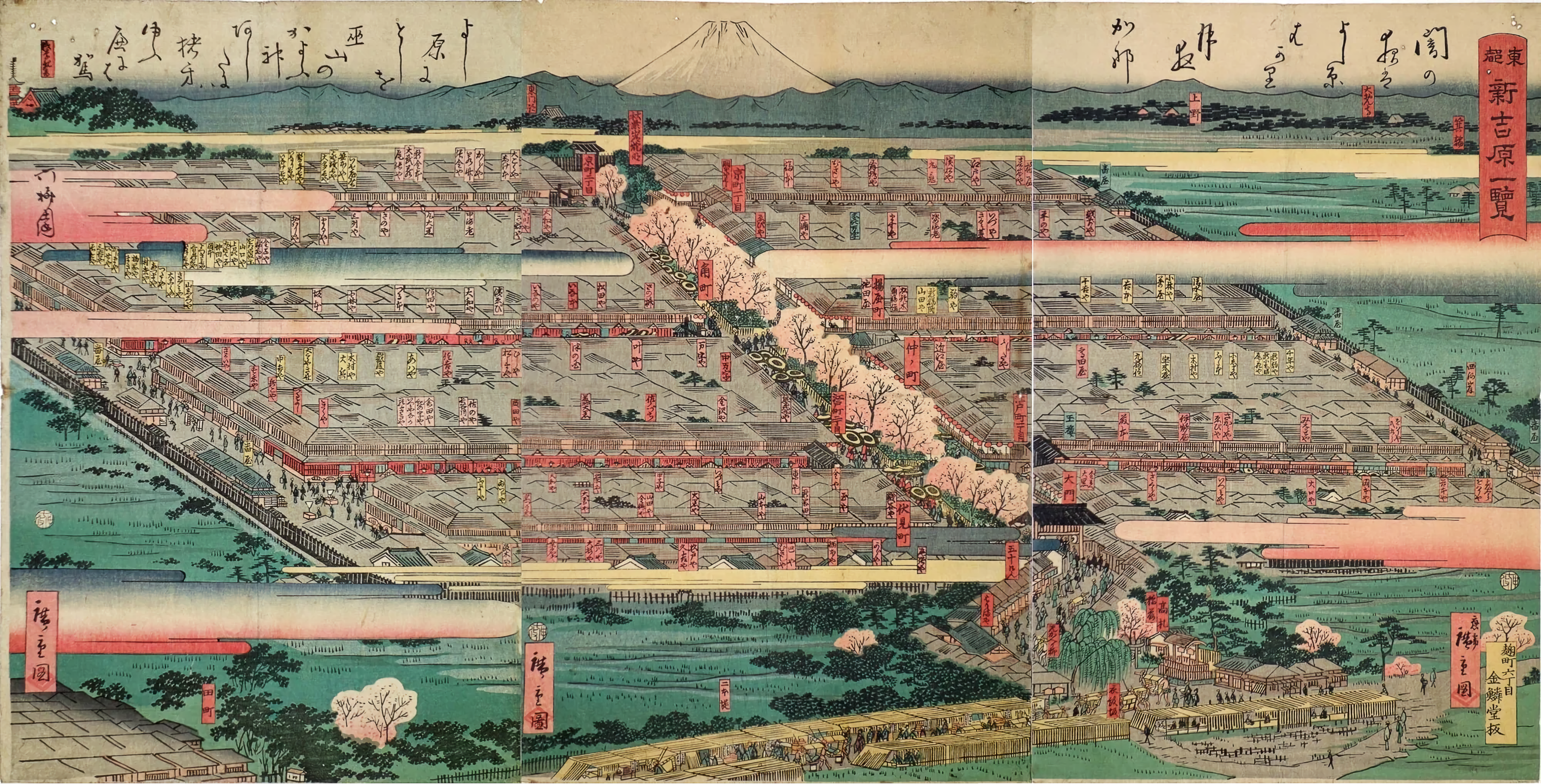
Mapa Yoshiwara de Hiroshige II, julio de 1860

Yoshiwara fue creado en el año 1617 por orden del shogunato Tokugawa, restringiendo la prostitución a distritos designados en la ciudad. El Yoshiwara original estaba localizado cerca de lo que hoy se conoce como Nihonbashi, cercano a la transitada carretera Tōkaidō al oeste de Japón, pero cedió ante el fuego de Meireki (junto con gran parte de la ciudad) en 1657 y el distrito fue trasladado a su localización actual al norte de Asakusa.
En su momento de auge, Yoshiwara contó con más de 3000 mujeres que servían como prostitutas. Los rōnin, samuráis sin señor, no eran permitidos, en o cerca de lugares de prostitución, excepto una vez al año para ver el hanami o florecimiento de los cerezos y visitar a parientes fallecidos. El Yoshiwara mantenía un aura de misterio y refinamiento. Las prostitutas podían variar en clases sociales, yendo desde extremadamente pobres hasta muy ricas.

## Yoshiwara moderno
Edo es ahora conocido como Tokio y la prostitución está prohibida por ley, aunque esta supuesta ilegalidad viene acompañada de una aplicación algo superficial del término (por ejemplo, la definición de "prostitución" por alguna razón no se extiende a un "acuerdo privado" alcanzado entre un hombre y una mujer en un prostíbulo). El área antiguamente conocida como Yoshiwara, cerca de la estación Minowa en la  Línea Hibiya, es ahora conocido como Senzoku Yon-chō-me y sigue manteniendo un amplio número de soaplands y otros lugares de servicios sexuales.

## Otros significados
Yoshiwara es también el nombre de un club nocturno en la película de 1927 de Fritz Lang, Metrópolis.